# Die schnellste Maus von Mexiko (Fernsehserie)
Die schnellste Maus von Mexiko ist eine deutschsprachige Kompilations-Zeichentrickserie, in der alte US-amerikanische Cartoons aus den Jahren 1948 bis 1980 gezeigt werden. Zu sehen sind meist Cartoons mit den Figuren Speedy Gonzales, Daffy Duck, Sylvester sowie Road Runner und Wile E. Coyote aus den 1950er- und 1960er-Jahren, die den Kurzfilmreihen Looney Tunes und Merrie Melodies von Warner Bros. entstammen. Zudem zeigen einige wenige Cartoons die Figur Cool Cat aus denselben Reihen und die Elstern Heckle und Jeckle des Animationsstudios Terrytoons.
Die Erstausstrahlung der Serie erfolgte vom 15. Mai bis zum 28. August 1979 im ZDF. Jede der etwa 24- bis 28-minütigen Folgen enthält fünf teils stark gekürzte Cartoons. Für spätere Ausstrahlungen auf den privaten Sendern ProSieben, Kabel eins und Junior wurde die Serie, ebenso wie Mein Name ist Hase, umgeschnitten, wodurch die Folgen Titel erhielten, eine abgeänderte Zusammenstellung der Cartoons entstand und auch Ansagen entfielen. Die ursprünglich in der ZDF-Version gezeigten Cartoons mit der Figur Merlin the Magic Mouse, die von Heinz Theo Branding synchronisiert wurde, entfielen vollständig. Die musikalische Aufbereitung erfolgte durch Fred Strittmatter und Quirin Amper Jr. Die Redaktion verantwortete Gert Mechoff. Für die Produktion war Bill L. Hendricks zuständig. Zuletzt lief die Serie im Jahr 2004 auf Junior.
In der Version der privaten Sender (22 Folgen) hatten neben den genannten Hauptfiguren auch Tweety und Pepé le Pew je zwei Auftritte. Granny, Sylvester Jr. und Hippety Hopper waren je einmal zu sehen. Slowpoke Rodriguez wird hier „Trödel-Fritz“ genannt.

## Synchronisation
Für Dialogbuch und -Regie war Siegfried Rabe verantwortlich.
| Rolle           | Sprecher                                         |
| --------------- | ------------------------------------------------ |
| Speedy Gonzales | Joachim Tennstedt                                |
| Daffy Duck      | Dieter Kursawe                                   |
| Sylvester       | Toni Herbert Paul Bürks Wolfgang Völz            |
| Pepé le Pew     | Friedrich Schoenfelder                           |
| Granny          | Inge Wolffberg                                   |
| Heckle          | Mogens von Gadow                                 |
| Jeckle          | Michael Habeck                                   |
| Cool Cat        | Joachim Kemmer                                   |
| Colonel Rimfire | Heinz Theo Branding Klaus Miedel Jochen Schröder |

## Folgen
Jede Folge enthält fünf Cartoons. Angegeben ist die spätere Zusammenstellung der Sender ProSieben, Kabel eins und Junior. Der älteste gelistete Cartoon ist Out Again In Again mit den Elstern Heckle und Jeckle von 1948. Als jüngster Cartoon ist The Chocolate Chase aus dem TV-Special Daffy Duck’s Easter Egg-Citement von 1980 gelistet.
| Nr. | Deutscher Titel                 | Enthaltene Cartoons |
| --- | ------------------------------- | --- |
| 1   | Sie nannten ihn Speedy          | Zoom at the Top, Rodent to Stardom, Louvre Come Back to Me!, Hot-Rod and Reel!, Mucho Locos                                                                                                 |
| 2   | In die Falle gestolpert         | Hip Hip-Hurry!, Quacker Tracker, Corn Plastered, Stop! Look! And Hasten!, Speedy Gonzales                                                                                                   |
| 3   | Explosive Mixturen              | Clippety Clobbered, Daffy Rents, Mint Men (Heckle und Jeckle), The Solid Tin Coyote, Nuts and Volts                                                                                         |
| 4   | Heisser Rhythmus, falsche Töne  | Speedy Ghost to Town (Shot and Bothered), Go Go Amigo, Nelly’s Folly, Rushing Roulette, The Pied Piper of Guadalupe                                                                         |
| 5   | Zaubertricks und schnelle Bälle | Shot and Bothered, A-Haunting We Will Go, Big Game Haunt (3 Ring Wing-Ding), Run, Run, Sweet Road Runner, Tortilla Flaps                                                                    |
| 6   | Schlechte Zeiten für Erfinder   | To Beep or Not to Beep, See Ya Later Gladiator, The Stowaways (Heckle und Jeckle), Zipping Along, Mexican Boarders                                                                          |
| 7   | Seemannsgarn und schnelle Mäuse | Guided Muscle (To Beep or Not to Beep), A Squeak in the Deep, Suppressed Duck, Fastest with the Mostest, The Chocolate Chase aus dem TV-Special Daffy Duck’s Easter Egg-Citement            |
| 8   | Überdehnt und hart gefallen     | Highway Runnery (die Einrad-Szene stammt aus Hot-Rod and Reel!), Assault and Peppered, The Rebel Without Claws, Sugar and Spies, Pancho’s Hideaway                                          |
| 9   | Kammerjäger und Genies          | Out Again In Again (Heckle und Jeckle) (Clippety Clobbered), It’s Nice to Have a Mouse Around the House, A Hound for Trouble, Zip ’N Snort, Cat-Tails for Two                               |
| 10  | Selten so gelacht!              | Mint Men (Heckle und Jeckle) (There They Go-Go-Go!), Mexican Cat Dance, Señorella and the Glass Huarache, Boulder Wham! (die Flugzeug-Szene stammt aus Just Plane Beep), Mexicali Shmoes    |
| 11  | Fälle für Experten              | Chaser on the Rocks, A Taste of Catnip, Freudy Cat, Going! Going! Gosh!, West of the Pesos                                                                                                  |
| 12  | Schlafwandler                   | Here Today, Gone Tamale (To Beep or Not to Beep), Skyscraper Caper, Steeple Jacks (Heckle und Jeckle), Whoa, Be-Gone! (die Flugzeug-Szene stammt aus Just Plane Beep), The Spy Swatter      |
| 13  | Schneekanonen                   | The Stowaways (Heckle und Jeckle) (Ready.. Set.. Zoom!), Snow Excuse, ’Sno Fun (Heckle und Jeckle), Hairied and Hurried, Gonzales’ Tamales                                                  |
| 14  | Schnelle Kisten, scharfe Kurven | Out and Out Rout (die Slow-School-Crossing-Szene stammt aus Fast and Furry-ous), Go Away Stowaway, Hippydrome Tiger, Out Again In Again (Heckle und Jeckle) (Beep Prepared), The Wild Chase |
| 15  | Westernmäuse und Revolverenten  | Fast and Furry-ous, Feather Finger, Injun Trouble, Tired and Feathered, A Message to Gracias                                                                                                |
| 16  | Einladung zum Fest              | There They Go-Go-Go!, Fiesta Fiasco, 3 Ring Wing-Ding (Big Game Haunt), Zoom and Bored, Tabasco Road                                                                                        |
| 17  | Stimmungskanonen                | Steeple Jacks (Heckle und Jeckle) (Beep, Beep), Swing Ding Amigo, D’ Fightin’ Ones, Scrambled Aches (die Deckel-Szene stammt aus Fast and Furry-ous), Cats and Bruises                      |
| 18  | Es riecht nach feinem Käse      | ’Sno Fun (Heckle und Jeckle) (War and Pieces), Cannery Woe, Birds Anonymous, Wild About Hurry, The Music Mice-Tro                                                                           |
| 19  | Maus a la Carte                 | Ready.. Set.. Zoom!, The Astroduck, A Scent of the Matterhorn, Hook, Line and Stinker, Daffy’s Diner                                                                                        |
| 20  | Diebe unter sich                | Lickety-Splat (Teil 1), Well Worn Daffy, Bunny and Claude (We Rob Carrot Patches), Out Again In Again (Heckle und Jeckle), Lickety-Splat (Teil 2), Road to Andalay                          |
| 21  | Kraftprobe                      | Beep, Beep, Mexican Mousepiece, Cool Cat, Gee Whiz-z-z-z-z-z-z, Chili Weather |
| 22  | Hunger macht erfinderisch       | War and Pieces, Chili Corn Corny, The Great Carrot-Train Robbery, Hopalong Casualty, Moby Duck                                                                                              |
| 23  | Ein Schatz aus purem Gold       | (Beep, Beep, Speedy Ghost to Town, The Last Hungry Cat, Guided Muscle, Here Today, Gone Tamale)                                                                                             |

Anmerkung: Fernsehserien.de gibt teils andere Titel an.

### ZDF-Version (unvollständig)
Die Cartoon-Zusammenstellung der Folgen der ZDF-Version ist nicht vollständig bekannt.
| Enthaltene Cartoons                                                                                                 |
| --- |
| Go Go Amigo, Hocus Pocus Powwow, Tease for Two, See Ya Later Gladiator, Assault and Peppered                        |
| Swing Ding Amigo, Crows’ Feat, Bugged by a Bee, A Taste of Catnip, Speedy Ghost to Town                             |
| Daffy Rents, Injun Trouble, Chili Corn Corny, Hippydrome Tiger, Moby Duck                                           |
| Mexican Boarders, D’ Fightin’ Ones, Corn Plastered, Skyscraper Caper, Nuts and Volts                                |
| Big Game Haunt, Nelly’s Folly, Louvre Come Back to Me, Señorella and the Glass Huarache, 3 Ring Wing-Ding           |
| Daffy’s Diner, Shamrock and Roll, Rodent to Stardom, Aqua Duck, It’s Nice to Have a Mouse Around the House          |
| Mexican Mousepiece, Freudy Cat, Merlin the Magic Mouse, The Great Carrot-Train Robbery, The Pied Piper of Guadalupe |
| Mexican Cat Dance, Fistic Mystic, Chimp & Zee, Rabbit Stew and Rabbits Too!, Snow Excuse                            |